# Llista de presidents del Tribunal Suprem d'Espanya
El president del Tribunal Suprem d'Espanya és el màxim responsable d'aquesta institució, un càrrec que es va crear el 1812 amb la nova estructura judicial definida per la Constitució de Cadis. A partir de 1980, el president del Suprem també exerceix com a president del Consell General del Poder Judicial (CGPJ), l'òrgan encarregat de la gestió del Poder Judicial. Segons l'article 105 de la Llei orgànica del Poder Judicial, el president és considerat «la màxima autoritat judicial de la Nació» i «representa tant el Poder Judicial com el seu òrgan de govern». Aquesta norma també estipula que el president gaudeix de la categoria i els honors assignats a un dels tres poders de l'Estat Espanyol.
El primer president fou Ramón de Posada Soto, que va estar al capdavant de la institució entre 1812 i 1814. La presidènca més curta va ser la de José Hevia Noriega, amb 113 dies, mentre que la més llarga va ser la de José Castán Tobeñas amb 22 anys i 81 dies. Lorenzo Arrazola García ha estat l'única persona que ha exercit el càrrec en dos mandats diferents, el primer entre 1851 i 1853 i el segon entre 1856 i 1864.
De tot ells, vuit han estat, al mateix temps, presidents del Consell General del Poder Judicial. El primer va ser Federico Carlos Sainz de Robles Rodríguez entre 1980 i 1986. Carlos Lesmes ha estat el president del CGPJ de major durada, estant en el càrrec durant 8 anys i 305 dies, quatre d'ells de manera interina. Després de la seva dimissió, Francisco Marín Castán va assumir interinament el càrrec, sense ocupar la presidència del CGPJ. Altrament, María Isabel Perelló Doménech ha estat la primera dona a ostentar la posició.
Des del 3 de setembre de 2024 la presidenta és María Isabel Perelló Doménech, triada pel Consell General del Poder Judicial.

## Llista de presidents
Des de la seva creació el 1812, 48 persones han exercit el càrrec de president en 49 presidències.
| President                                                                                 | President                 | President                                               | Mandat                                                          | Duració del mandat | Càrrec anterior                                          | Cap d’Estat                            |
| ----------------------------------------------------------------------------------------- | ------------------------- | ------------------------------------------------------- | --------------------------------------------------------------- | ------------------ | -------------------------------------------------------- | -------------------------------------- |
| 1                                                                                         |                           | Ramón Posada y Soto (1746-1815)                         | 12 juny 1812 - 4 de maig de 1814                                | 1 any, 326 dies    | Consell d'Índies (1810-1812)                             | Ferran VII (1808-1833)                 |
| Cârrec suprimit entre 1814 i 1820                                                         |                           |                                                         |                                                                 |                    |                                                          | Ferran VII (1808-1833)                 |
| 2                                                                                         |                           | Antonio Cano Manuel Ramírez de Arellano (1774-1838)     | 27 maig 1820 - 27 de mayo de 1823                               | 3 anys, 0 dies     | Consell d'Estat d'Espanya (1820)                         | Ferran VII (1808-1833)                 |
| Càrrec suprimit entre 1823 i 1834                                                         |                           |                                                         |                                                                 |                    |                                                          |                                        |
| 3                                                                                         |                           | José Hevia y Noriega (1776-1834)                        | 1 abril 1834 - 23 de juliol de 1834 (mort al càrrec)            | 0 anys, 113 dies   | Consell d'Estat d'Espanya (1833-1834)                    | Isabel II (1833-1868)                  |
| 4                                                                                         |                           | Vicente Cano Manuel Ramírez de Arellano (1774-1838)     | 29 juliol 1834 - 9 de gener de 1838 (mort al càrrec)            | 3 anys, 164 dies   | Ministre de Gràcia i Justícia (1821-1822)                | Isabel II (1833-1868)                  |
| 5                                                                                         |                           | Francisco Fernández del Pino (1768-1843)                | 10 febrer 1838 - 2 de setembre de 1840                          | 2 anys, 205 dies   | President del Tribunal Suprem d'Hisenda (1834-1835)      | Isabel II (1833-1868)                  |
| 6                                                                                         |                           | José María Calatrava y Peinado (1781-1846)              | 31 octubre 1840 - 29 de juliol de 1843                          | 2 anys, 271 dies   | President del Congrés dels Diputats (1839)               | Isabel II (1833-1868)                  |
| 7                                                                                         |                           | Nicolás María Garelli (1777-1850)                       | 15 desembre 1843 - 12 de febrer de 1850 (mort al càrrec)        | 6 anys, 59 dies    | Senador por València (1843)                              | Isabel II (1833-1868)                  |
| 8                                                                                         |                           | José María Manescau (1772-1850)                         | 22 febrer 1850 - 22 de desembre de 1850 (fallecido en el cargo) | 0 anys, 303 dies   | Senador vitalici (1849-1850)                             | Isabel II (1833-1868)                  |
| 9                                                                                         |                           | Lorenzo Arrazola García (1795-1873)                     | 23 gener 1851 - 9 d’abril de 1853                               | 2 anys, 76 dies    | Ministre de Gràcia i Justícia (1849-1851)                | Isabel II (1833-1868)                  |
| 10                                                                                        |                           | Francisco Olabarrieta y Urquijo (1784-1858)             | 3 juny 1853 - 8 de desembre de 1854                             | 1 any, 188 dies    | Magistrat del Tribunal Suprem (1843-1853)                | Isabel II (1833-1868)                  |
| 11                                                                                        |                           | José Alonso Ruiz de Conejares (1781-1855)               | 8 desembre 1854 - 13 d'abril de 1855 (fallecido en el cargo)    | 0 anys, 126 dies   | Ministre de Gràcia i Justícia (1854)                     | Isabel II (1833-1868)                  |
| 12                                                                                        |                           | Claudio Antón de Luzuriaga (1792-1874)                  | 19 octubre 1855 - 17 d'octubre de 1856                          | 0 anys, 364 dies   | Ministre d’Estat (1854-1855)                             | Isabel II (1833-1868)                  |
| 13                                                                                        |                           | Lorenzo Arrazola García (1795-1873)                     | 17 octubre 1856 - 16 de setembre de 1864                        | 7 anys, 335 dies   | President del Tribunal Suprem d'Espanya (1851-1853)      | Isabel II (1833-1868)                  |
| 14                                                                                        |                           | Ramón López Vázquez (1807-1868)                         | 30 setembre 1864 – 13 d'octubre de 1868 (per jubilació)         | 4 anys, 13 dies    | Magistrat del Tribunal Suprem (1856-1864)                | Isabel II (1833-1868)                  |
| 15                                                                                        |                           | Joaquín Aguirre de la Peña (1807-1869)                  | 13 octubre 1868 – 19 de juliol de 1869 (mort al càrrec)         | 0 anys, 279 dies   | Presidentt de la Junta Provisional Revolucionària (1868) | Francisco Serrano (regent) (1869-1871) |
| 16                                                                                        |                           | Pedro Gómez de la Serna (1806-1871)                     | 20 juliol 1869 – 12 de desembre de 1871 (fallecido en el cargo) | 2 anys, 145 dies   | Fiscal General de l'Estat (1854-1856)                    | Francisco Serrano (regent) (1869-1871) |
| 16                                                                                        | Amadeu I (1871-1873)      | Pedro Gómez de la Serna (1806-1871)                     | 20 juliol 1869 – 12 de desembre de 1871 (fallecido en el cargo) | 2 anys, 145 dies   | Fiscal General de l'Estat (1854-1856)                    |                                        |
| 17                                                                                        |                           | Cirilo Álvarez (1807-1878)                              | 8 gener 1872 – 6 de novembre de 1878 (mort al càrrec)           | 6 anys, 302 dies   | Senador per Madrid (1872)                                |                                        |
| 17                                                                                        |                           | Cirilo Álvarez (1807-1878)                              | 8 gener 1872 – 6 de novembre de 1878 (mort al càrrec)           | 6 anys, 302 dies   | Senador per Madrid (1872)                                |                                        |
| 18                                                                                        |                           | Fernando Calderón Collantes (1811-1890)                 | 6 gener 1879 – 23 de juliol de 1882 (per jubilació)             | 3 anys, 198 dies   | Ministre de Gràcia i Justícia (1877-1879)                |                                        |
| 18                                                                                        | Alfons XII (1874-1885)    | Fernando Calderón Collantes (1811-1890)                 | 6 gener 1879 – 23 de juliol de 1882 (per jubilació)             | 3 anys, 198 dies   | Ministre de Gràcia i Justícia (1877-1879)                |                                        |
| 19                                                                                        |                           | Eduardo Alonso Colmenares (1820-1888)                   | 23 juliol 1882 – 31 de març de 1888 (mort al càrrec)            | 5 anys, 252 dies   | Senador vitalici (1877-1882)                             |                                        |
| 19                                                                                        | Alfons XIII (1886-1931)   | Eduardo Alonso Colmenares (1820-1888)                   | 23 juliol 1882 – 31 de març de 1888 (mort al càrrec)            | 5 anys, 252 dies   | Senador vitalici (1877-1882)                             |                                        |
| 20                                                                                        |                           | Eugenio Montero Ríos (1832-1914)                        | 7 maig 1888 – 10 de setembre de 1888                            | 0 anys, 126 dies   | Ministre de Foment (1885-1886)                           |                                        |
| 21                                                                                        |                           | Hilario Igón y del Royst (?-1895)                       | 8 juliol 1889 – 16 de juliol de 1892 (per jubilació)            | 3 anys, 8 dies     | Magistrat del Tribunal Suprem (1875-1889)                |                                        |
| 22                                                                                        |                           | Emilio Bravo y Romero (1827-1893)                       | 29 juliol 1892 – 24 de gener de 1893 (mort al càrrec)           | 0 anys, 179 dies   | Magistrat del Tribunal Suprem (1874-1892)                |                                        |
| 23                                                                                        |                           | Juan Francisco Bustamante (1824-1898)                   | 30 març 1894 – 10 de setembre de 1895 (per jubilació)           | 1 any, 164 dies    | Magistrat del Tribunal Suprem (1875-1889)                |                                        |
| 24                                                                                        |                           | Santos Isasa y Valseca (1822-1907)                      | 10 setembre 1895 – 5 de juny de 1901 (renúncia)                 | 5 anys, 268 dies   | Governador del Banc d’Espanya (1895)                     |                                        |
| 25                                                                                        |                           | Eduardo Martínez del Campo y Acosta (1840-1911)         | 5 juny 1901 – 21 d'octubre de 1909 (renúncia)                   | 8 anys, 138 dies   | Magistrat del Tribunal Suprem (1891-1901)                |                                        |
| 26                                                                                        |                           | José de Aldecoa y Villasante (1838-1917)                | 17 gener 1910 – 19 de juny de 1917 (mort al càrrec)             | 7 anys, 153 dies   | Magistrat del Tribunal Suprem (1883-1910)                |                                        |
| 27                                                                                        |                           | José Ciudad Aurioles (1849-1924)                        | 15 novembre 1917 – 5 de març de 1923 (per jubilació)            | 5 anys, 110 dies   | Magistrat del Tribunal Suprem (1903-1917)                |                                        |
| 28                                                                                        |                           | Buenaventura Muñoz y Rodríguez (1853-1925)              | 5 març 1923 – 7 de febrer de 1924 (per jubilació)               | 0 anys, 339 dies   | Magistrat del Tribunal Suprem (1910-1923)                |                                        |
| 29                                                                                        |                           | Andrés Tornos y Alonso (1854-1926)                      | 7 febrer 1924 – 30 de noviembre de 1926 (mort al càrrec)        | 2 anys, 296 dies   | Magistrat del Tribunal Suprem (1912-1924)                |                                        |
| 30                                                                                        |                           | Rafael Bermejo Ceballos-Escalera (1857-1929)            | 7 desembre 1926 – 28 de gener de 1929 (mort al càrrec)          | 2 anys, 52 dies    | Magistrat del Tribunal Suprem (1910-1926)                |                                        |
| 31                                                                                        |                           | Francisco García Goyena y Alzugaray (1859-1935)         | 4 febrer 1929 – 25 d'abril de 1930 (per jubilació)              | 1 any, 80 dies     | Magistrat del Tribunal Suprem (1904-1929)                |                                        |
| 32                                                                                        |                           | Antonio Marín de la Bárcena (1858-1930)                 | 25 abril 1930 – 6 d'octubre de 1930 (mort al càrrec)            | 0 anys, 164 dies   | Magistrat del Tribunal Suprem (1909-1930)                |                                        |
| 33                                                                                        |                           | José María Ortega Morejón (1860-1948)                   | 23 octubre 1930 – 20 de abril de 1931 (per jubilació)           | 0 anys, 179 dies   | Magistrat del Tribunal Suprem (1918-1930)                |                                        |
| 34                                                                                        |                           | Diego Medina García (1866-1942)                         | 6 maig 1931 – 21 d'agost de 1936 (per jubilació)                | 5 anys, 107 dies   | Magistrat del Tribunal Suprem (1930-1931)                |                                        |
| 35                                                                                        |                           | Mariano Gómez González (1883-1951)                      | 21 agost 1936 – 1 d'abril de 1939 (exiliat)                     | 2 anys, 223 dies   | Magistrat del Tribunal Suprem (1932-1936)                |                                        |
| 36                                                                                        |                           | Felipe Clemente de Diego Gutiérrez (1866-1945)          | 27 agost 1938 – 15 d'agost de 1945 (mort al càrrec)             | 6 anys, 353 dies   | Miembro de la Comisión General de Codificación (1938)    | Francisco Franco (1939-1975)           |
| 37                                                                                        |                           | José Castán Tobeñas (1889-1969)                         | 12 setembre 1945 – 2 de desembre de 1967                        | 22 anys, 81 dies   | Magistrat del Tribunal Suprem (1934-1945)                | Francisco Franco (1939-1975)           |
| 38                                                                                        |                           | Francisco Ruiz-Jarabo (1901-1990)                       | 12 gener 1968 – 12 de juny de 1973                              | 5 anys, 151 dies   | Magistrat del Tribunal Suprem (1944-1945)                | Francisco Franco (1939-1975)           |
| 39                                                                                        |                           | Valentín Silva Melero (1905-1982)                       | 13 juliol 1973 – 4 d' agost de 1977                             | 4 anys, 22 dies    | Procurador en Corts (1949-1973)                          | Francisco Franco (1939-1975)           |
| 39                                                                                        | Joan Carles I (1975-2014) | Valentín Silva Melero (1905-1982)                       | 13 juliol 1973 – 4 d' agost de 1977                             | 4 anys, 22 dies    | Procurador en Corts (1949-1973)                          |                                        |
| 40                                                                                        |                           | Ángel Escudero del Corral (1916-2001)                   | 4 agost 1977 – 24 d'octubre de 1980                             | 3 anys, 81 dies    | Magistrat del Tribunal Suprem (1967-1977)                |                                        |
| Presidents del Tribunal Suprem i del Consell General del Poder Judicial (1980-actualitat) |                           |                                                         |                                                                 |                    |                                                          |                                        |
| 41                                                                                        |                           | Federico Carlos Sainz de Robles y Rodríguez (1927-2005) | 24 octubre 1980 – 29 d'octubre de 1985                          | 5 anys, 5 dies     | Magistrat del Tribunal Suprem (1979-1980)                | Joan Carles I (1975-2014)              |
| 42                                                                                        |                           | Antonio Hernández Gil (1915-1994)                       | 25 octubre 1985 – 8 de novembre de 1990                         | 5 anys, 14 dies    | President del Consell d’Estat (1982-1985)                | Joan Carles I (1975-2014)              |
| 43                                                                                        |                           | Pascual Sala (1935-)                                    | 8 novembre 1990 – 25 juliol 1996                                | 5 anys, 260 dies   | President del Tribunal de Cuentas (1988-1990)            | Joan Carles I (1975-2014)              |
| 44                                                                                        |                           | Javier Delgado Barrio (1932-)                           | 25 juliol 1996 – 8 de novembre de 2001                          | 5 anys, 106 dies   | Magistrat del Tribunal Constitucional (1995-1996)        | Joan Carles I (1975-2014)              |
| 45                                                                                        |                           | Francisco José Hernando (1936-2013)                     | 8 novembre 2001 – 26 de setembre de 2008                        | 6 anys, 323 dies   | Magistrat del Tribunal Suprem (1986–2001)                | Joan Carles I (1975-2014)              |
| 46                                                                                        |                           | Carlos Dívar (1941-2017)                                | 26 setembre 2008 – 30 de junio de 2012 (renuncia)               | 3 anys, 278 dies   | 7th President de la Audiencia Nacional(2001–2008)        | Joan Carles I (1975-2014)              |
| 47                                                                                        |                           | Gonzalo Moliner (1944-)                                 | 21 juliol 2012 – 11 de desembre de 2013                         | 1 any, 143 dies    | Magistrat del Tribunal Suprem (1998–2008)                | Joan Carles I (1975-2014)              |
| 48                                                                                        |                           | Carlos Lesmes (1958-)                                   | 11 desembre 2013 – 12 de octubre de 2022 (renuncia)             | 8 anys, 305 dies   | Magistrat del Tribunal Suprem (2010–2013)                | Joan Carles I (1975-2014)              |
| 48                                                                                        | Felip VI (2014-presente)  | Carlos Lesmes (1958-)                                   | 11 desembre 2013 – 12 de octubre de 2022 (renuncia)             | 8 anys, 305 dies   | Magistrat del Tribunal Suprem (2010–2013)                |                                        |
| -                                                                                         |                           | Francisco Marín Castán (1952-)                          | 12 octubre 2022 – 4 de setembre de 2024                         | 1 any, 327 dies    | Magistrat del Tribunal Suprem (2000–2022)                |                                        |
| 49                                                                                        |                           | María Isabel Perelló Doménech (1958-)                   | 4 setembre 2024 – present                                       | 0 anys, 193 dies   | Magistrada del Tribunal Suprem (2009-2024)               |                                        |

## Línia temporal des de 1980